# Say Somethin'
Say Somethin' è una canzone scritta da Mariah Carey, Snoop Dogg, Chad Hugo e Pharrell Williams per il decimo album della Carey The Emancipation of Mimi del 2005.
Snoop Dogg partecipa al brano, eseguendone anche i versi rap.
Il singolo ha ricevuto un modesto successo nel mondo, pur riuscendo comunque ad ottenere una prima posizione nella Hot Dance Club Play

## Il video
il video prodotto per Say Somethin è stato diretto da Paul Hunter e filmato a Parigi nel marzo 2006. Il produttore e compositore del brano Pharrell Williams partecipa al video come interesse sentimentale della Carey, che nel video indossa numerosi capi della collezione primaverile 2006 della Louis Vuitton. Le parti di Snoop Dogg invece sono state registrate negli Stati Uniti. La Carey ha commentato le richieste di Snoop Dogg di non voler andare a Parigi, dicendo "Se voi pensate che io sia una diva, Snoop è come se fosse ad un livello superiore, il re dell'hip hop" Il video è stato trasmesso per la prima volta da MTV il 12 aprile 2006, ad un anno di distanza dalla pubblicazione dell'album The Emancipation of Mimi, ed è stato numero uno per cinque settimane non consecutive della transmission Total Request Live..

## Tracce
1. Say Somethin'  (Album Version) - 3:44
2. Say Somethin'  (Stereo Anthem Mix) - 9:40
3. Say Somethin'  (Stereo Dub) - 9:35
4. Say Somethin'  (Video)

## Classifiche
| Classifica(2006)                         | Posizione più alta |
| ---------------------------------------- | ------------------ |
| U.S. Billboard Pop 100                   | 46                 |
| U.S. Billboard Hot Dance Music/Club Play | 1                  |
| U.S. Billboard Hot 100                   | 79                 |
| Paesi Bassi                              | 3                  |
| Grecia                                   | 8                  |
| Belgio                                   | 13                 |
| Australia                                | 26                 |
| Regno Unito                              | 27                 |
| Italia                                   | 32                 |
| Giappone                                 | 80                 |
| Svizzera                                 | 55                 |